# Журавок, Юлия Николаевна
Юлия  Николаевна Журавок (род. 10 ноября 1994, Хотень, Сумская область) — украинская биатлонистка. Чемпионка Европы, чемпионка мира по биатлону среди юниоров, участница этапов кубка IBU, этапов Кубка мира по биатлону.
В 2012 году прошла отбор на Первые юношеские Олимпийские игры в Инсбруке. В спринте показала 18-й результат (2 промаха), в гонке-преследовании поднялась на 8-ю позицию, не допустив при этом ни единого промаха.
В сезоне 2014/2015 в индивидуальной гонке в Эстерсунде Юлия Журавок дебютировала на Кубке мира.
Осенью 2020 года стало известно что пропускает сезон из-за декретного отпуска в 2021 году снова возвращается в спорт

## Спортивные достижения

#### Юношеские выступления на чемпионатах мира
| Сезон     | Место проведения       | Инд | Спр | Пр | Эст |
| 2011-2012 | Контиолахти, Финляндия | 37  | 31  | 11 | 1   |
| 2012-2013 | Oбертиллиах, Австрия   | 2   | 9   | 4  | 2   |

#### Юниорские выступления на чемпионатах мира
| Сезон     | Место проведения | Инд | Спр | Пр | Эст |
| 2014-2015 | Минск, Беларусь  | 1   | 8   | 3  | 6   |

#### Юниорские выступления на чемпионатах Европы
| Сезон     | Место проведения  | Инд | Спр | Пр  | СМ |
| 2012-2013 | Банско, Болгария  | 21  | 20  | DNF | 3  |
| 2013-2014 | Нове Место, Чехия | 10  | 21  | 8   | 1  |
| 2014-2015 | Отепя, Эстония    | 3   | 6   | 5   | 3  |

## Кубок мира
- Дебют в кубке мира  — 4 декабря 2014,  Эстерсунд, индивидуальная гонка — 59 место.
- Первое попадание в очковую зону  — 11 марта 2015,  ЧМ Контиолахти, индивидуальная гонка — 28 место.

## Интересные факты
Родилась Юлия Журавок в России в Кемеровской области.После второго класса уехала с родителями в Украину.Юлия Журавок: «Мне предлагали сменить гражданство за солидную сумму денег» 
Перед тем как прийти в биатлон, Юлия Журавок, также занималась футболом и легкой атлетикой.
На чемпионате мира среди юниоров 2015 в Раубичах не допустила ни одного промаха во всех гонках.